# Tvrđava
Albums de Crvena jabuka
Nocturno
(2018) Neka nova jutra
(2022)
Tvrđava est le 17e album studio du groupe de rock bosniaque Crvena jabuka. Le groupe a poursuivi sa collaboration fructueuse avec Mirko Šenkovski Jeronimo, qui est l'auteur de la plupart des chansons, et avec le leader Dražen Žerić, il signe également la partie principale de l'arrangement. Deux d'entre eux, avec Larisa Pašalić et Marin Meštrović, sont également les producteurs de l'album.

## Développement
Après une tournée réussie pour l'album précédent, le groupe prépare des chansons pour un nouvel album. En parallèle, le leader Dražen Žerić ouvre le Žera bar.
L'album a été promu avec un clip tourné à Sarajevo. Pour les besoins de cette vidéo, les stars régionales ont parcouru près de 5 000 kilomètres en van, dans des conditions difficiles dues à la pandémie de Covid-19, reliant plusieurs villes de la région en images et en chansons. Une autre chanson, Aleje ljubavi, dans laquelle Žera est l'invité, est diffusée en boucle sur les ondes radio et de la télévision. Bojan Žerić Zer0 est invité dans la chanson Glorija, Rijad Gvozden récite dans la chanson Ljeto, et Alen Hrbinić est invité dans la chanson Šta kad poljubaca nema.
La promotion de nouvelles chansons a été organisée avec masques de protection à Sarajevo, et en raison des recommandations sanitaires en vigueur dans presque toute la région, il n'y avait pas beaucoup d'invités. La ballade titre Tvrđava, qui a été interprétée par Mirko Šenkovski Džeronimo et Dragana Kajtazović Šenkovski, a été enregistrée par Žera en duo avec l'acteur Josip Pejaković,.
L'album était donc accompagné de vidéoclips pour la chanson titre, Ostat ću željan, Nebesko platno, Moj brate, Radio ljubav, Ljeto, Miris Bosna u sitne sate et Glorija. L'album est sorti en octobre 2020 au label Croatia Records.